# 別冊少年サンデー
『別冊少年サンデー』（べっさつしょうねんサンデー）は、小学館が発行していた日本の月刊少年漫画雑誌。1960年創刊。創刊当初は季刊誌だったが、1964年11月号から「創刊」名義で月刊誌となった（それまでの季刊誌は『週刊少年サンデー増刊』と改名）。部数の低迷とオイルショックによる紙不足のため、1974年3月号をもって休刊した。
発刊当初はオール新作、月刊誌に移行後は一つの作品を特集、新作と過去の作品を掲載していたが、1970年代から特集を止めて普通の月刊誌に変更した。なお1960年代時代には、「ペーパークラフト」・「絵葉書」・「ボードゲーム」などの紙製とじ込み付録が添えられていたが、1970年代より廃止した。

## 過去の連載作品
- 海の王子（藤子不二雄）：1960年春季号・夏休み号・秋の増刊号、1961年正月号・夏休み号、1962年正月号・夏休み号、1964年夏休み号
- オバケのQ太郎（藤子不二雄）：1964年秋季号・12月号、1965年1月号
- ミュータントサブ（石ノ森章太郎）1965年6月号・1966年3月号
- 河童の三平（水木しげる）：1968年 - 1969年
- 帰ってきたウルトラマン（水穂輝）1971年5月号 - 1971年12月号
- シルバー仮面（蛭田充）：1972年3月号 - 5月号
- ウルトラマンA（蛭田充）：1972年6月号 - 1973年3月号
- 人造人間キカイダー（蛭田充）：1972年8月号 - 1973年6月号
- キカイダー01（蛭田充）：1973年6月号 - 12月号
- ドラえもん（藤子不二雄）：1973年4月号 - 1974年3月号（アニメ化に伴い同時連載、新作ではなく学年誌からの再掲載）
- 物語シリーズ（ばらさかき）
  - 小柳ルミ子物語：1973年3月号
  - 森昌子物語：1973年5月号
  - 桜田淳子物語：1974年3月号

### 連載時期不明
- おそ松くん（赤塚不二夫）：1964年 - 1970年10月号（その後も過去『週刊少年サンデー』に掲載した作品を不定期に再掲載）
- どまんなか（福本和也・大倉元則）：？ - ？（福本原作作品『ちかいの魔球』の姉妹版。『デラックス少年サンデー』から移籍連載。単行本化の際『燃えろ魔球!!』と改題）
- サンダーマスク（やまと虹一）：? - ?
- 21エモン（藤子・F・不二雄）：? - ?